# گیلبرت کیتس
گیلبرت «گیل» کیتس (انگلیسی: Gilbert “Gil” Cates؛ ۶ ژوئن ۱۹۳۴ – ۳۱ اکتبر ۲۰۱۱) کارگردان و تهیه‌کننده اهل ایالات متحده آمریکا بود.

## فیلم‌شناسی
- هیچ‌گاه برای پدرم آواز نخواندم (۱۹۷۰)